# Miss Jerry
Miss Jerry es una película muda en blanco y negro de 1894, de la época prefílmica, mediante el método de "picture play", escrita y producida por Alexander Black y protagonizada por Blanche Bayliss. Miss Jerry no es una película en el sentido estricto, sino una serie de imágenes de linterna mágica proyectadas en una pantalla con un estereopticón, acompañadas por narración y música. Fue el primer ejemplo de un largometraje dramático de ficción en pantalla.
Miss Jerry debutó el 9 de octubre de 1894 en el Carbon Studio, de Nueva York. Ha sido descrito como el primer "picture play" y mientras otras películas tempranas y animaciones de "peep show" de ese tiempo eran documentales cortos, Miss Jerry buscó desarrollar lo que podría considerarse la primera película de imágenes en movimiento. Este "photoplay" intenta dar la impresión de movimiento mediante diapositivas que cambian cada 15 segundos.

## "Picture play"
"En Miss Jerry mi propósito ha sido probar experimentalmente, en una historia tranquila, ciertas posibilidades de ilusión. Con este objetivo siempre ante mí, que la ilusión no debe ser, porque no necesita y no podría hacerlo sin incidentes, la de fotografías de una interpretación actuada, ni de una ilustración artística, sino la ilusión de realidad".
Consciente del progreso hecho por Eadweard Muybridge y otros fotógrafos en la ilusión de movimiento, Black en cambio se propuso mostrar una historia con fotografías quietas para presentar una ficción de una manera convincente, más que una ilusión perfecta de movimiento.

## Argumento
Después de descubrir que su padre está padeciendo problemas financieros, Jerry Holbrook decide empezar una carrera de periodismo en el corazón de la ciudad de Nueva York. Mientras trabaja se enamora del editor de su periódico, el señor Hamilton. Después de recibir una oferta de trabajo en el exterior, la pareja inicialmente tiene problemas, pero Jerry acepta una propuesta de matrimonio de Hamilton y viajan juntos a Londres.

## Reparto
- Blanche Bayliss (bajo el nombre "Constance Arthur"), como la señorita Geraldine Holbrook (miss Jerry).
- William Courtenay como Walter Hamilton.
- Chauncey Depew como él mismo (director de la New York Central Railroad).